# Jim Prentice

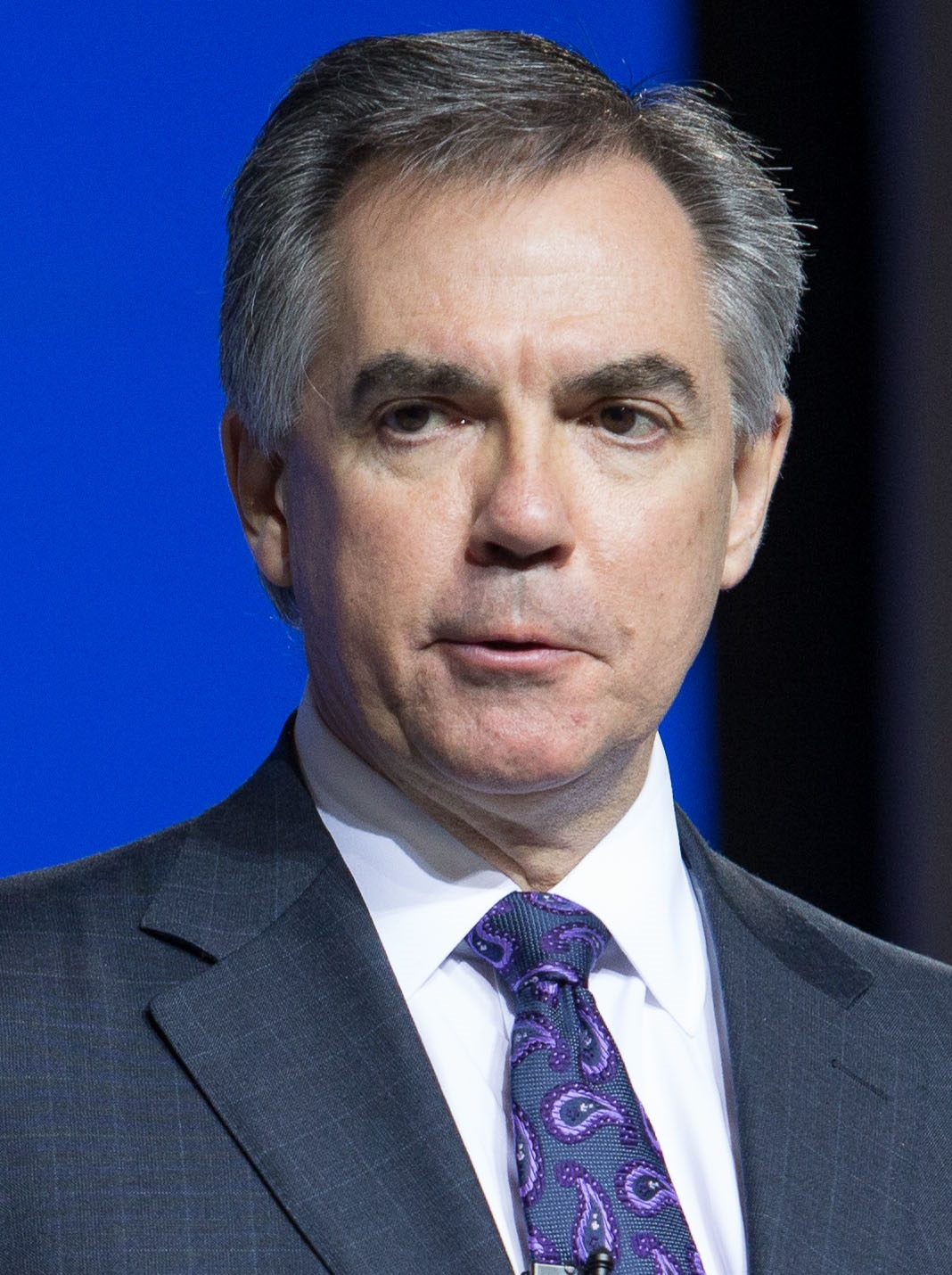
Jim Prentice (2014)

Peter Eric James „Jim“ Prentice, PC, QC (* 20. Juli 1956 in South Porcupine, Ontario; † 13. Oktober 2016 bei Kelowna, British Columbia) war ein kanadischer Politiker. Als Mitglied der Konservativen Partei war er ab 2004 Abgeordneter des Unterhauses und vertrat den Wahlkreis Calgary Centre-North. Premierminister Stephen Harper berief ihn 2006 in sein Kabinett. Ab 2007 war Prentice als Industrieminister tätig und ab 2008 Umweltminister. Im November 2010 gab er seine Mandate auf Bundesebene auf. Knapp vier Jahre später wurde er zum Vorsitzenden der Progressive Conservative Association of Alberta gewählt und regierte ab dem 15. September 2014 die Provinz Alberta als Premierminister. Bei einer vorgezogenen Neuwahl am 5. Mai 2015 erlitt seine Partei eine schwere Wahlniederlage, womit die 44 Jahre dauernde Regierungszeit der Progressiv-Konservativen in Alberta endete.

## Biografie

### Ausbildung, Beruf und Einstieg in die Politik
Prentice wurde in South Porcupine geboren, einem Ort nahe Timmins in der Provinz Ontario. Einige Jahre später zog die Familie nach Alberta. Sowohl sein Vater Eric als auch sein Onkel Dean spielten Eishockey in der National Hockey League. Jim Prentice studierte Recht an der University of Alberta in Edmonton (wo er der Verbindung Phi Gamma Delta angehörte) und an der Dalhousie University in Halifax. Seine Ausbildung finanzierte er, indem er während der Sommermonate in einem Kohlebergwerk nahe dem Crowsnest Pass arbeitete. Als Rechtsanwalt beschäftigte er sich insbesondere mit Fällen in den Bereichen Umsiedlungen, Umweltschutz und Nutzung von geschützten Gebieten. Ebenso saß er in der Kommission des Bundes, die sich mit Landforderungen der Ureinwohner befasst.
1976 trat Prentice der Progressiv-konservativen Partei Kanadas bei und war von 1991 bis 1995 deren Schatzmeister. Für die Progressive Conservative Association of Alberta (Bundes- und Provinzparteien sind in Kanada in der Regel getrennt) kandidierte er im Mai 1986 bei der Wahl zur Legislativversammlung von Alberta und unterlag im Wahlkreis Calgary-Mountain View dem Kandidaten der NDP. Im Mai 2003 kandidierte er um den Parteivorsitz der Progressiv-Konservativen auf Bundesebene und unterlag im vierten Wahlgang Peter MacKay. Er befürwortete die Fusion mit der Kanadischen Allianz von Stephen Harper zur neuen Konservativen Partei, die ein halbes Jahr später zustande kam.

### Unterhausabgeordneter und Bundesminister
Bei der Unterhauswahl 2004 siegte Prentice im Wahlkreis Calgary Centre-North mit 54,2 % der Stimmen. Nach seiner Vereidigung als Abgeordneter am 16. Juli 2004 berief ihn Harper ins Schattenkabinett, wo er im Bereich Indianerangelegenheiten und Entwicklung des Nordens als Sprecher der Opposition auftrat. In dieser Rolle setzte er sich vehement für den Bau einer Pipeline im Mackenzie-Tal aus. Innerhalb seiner Partei hatte er verschiedentlich Auseinandersetzungen mit Vertretern des sozialkonservativen Flügels, da er das Recht auf Abtreibung befürwortet und dem Gesetz zur Einführung der gleichgeschlechtlichen Ehe zustimmte.
Nach der Unterhauswahl 2006 bildeten die Konservativen eine Minderheitsregierung. Der neue Premierminister Stephen Harper ernannte Prentice am 6. Februar 2006 zum Minister für Indianerangelegenheiten und die Entwicklung des Nordens. Im Herbst desselben Jahres beklagte sich Phil Fontaine, Vorsitzender der Versammlung der First Nations, darüber, dass die Regierung für die Umsetzung des Abkommens von Kelowna keine finanziellen Mittel zur Verfügung stelle und machte Prentice als zuständigen Minister dafür mitverantwortlich.
Im Rahmen einer Kabinettsumbildung übernahm Prentice am 14. August 2007 die Leitung des Industrieministeriums. Etwas mehr als ein Jahr später, am 30. Oktober 2008, kam es erneut zu einer Umbildung und Prentice war nun Umweltminister. Für eine Kontroverse sorgte er im Januar 2010, als er die Subventionierung der Stiftung für Klima- und Atmosphärenforschung nicht erneuerte, was in Kanada zu einer spürbaren Talentabwanderung in diesem Bereich führte. Am 4. November 2010 verkündete er seinen sofortigen Rücktritt als Minister, zehn Tage später gab er auch sein Unterhausmandat auf. Grund dafür war seine Ernennung zum Vize-Vorsitzenden der Canadian Imperial Bank of Commerce.

### Provinzpolitik
Die Progressive Conservative Association of Alberta steckte zu Beginn des Jahres 2014 in einer schweren Krise, nachdem die Parteivorsitzende und Premierministerin Albertas, Alison Redford, in einem Spesenskandal verwickelt worden war. Zwei Monate nachdem Dave Hancock diese Ämter interimistisch übernommen hatte, kündigte Prentice am 15. Mai 2014 an, dass er um den Parteivorsitz kandidieren werde. Er galt von Anfang an als aussichtsreichster Kandidat und setzte sich beim Parteitag am 6. September durch, wobei er im ersten Wahlgang 76 % der Stimmen erhielt. Der Amtsantritt erfolgte am 15. September. Mit einem Sieg bei einer Nachwahl am 27. Oktober 2014 zog er für den Wahlkreis Calgary-Foothills in die Legislativversammlung von Alberta ein; am selben Tag gewann seine Partei drei weitere Nachwahlen.

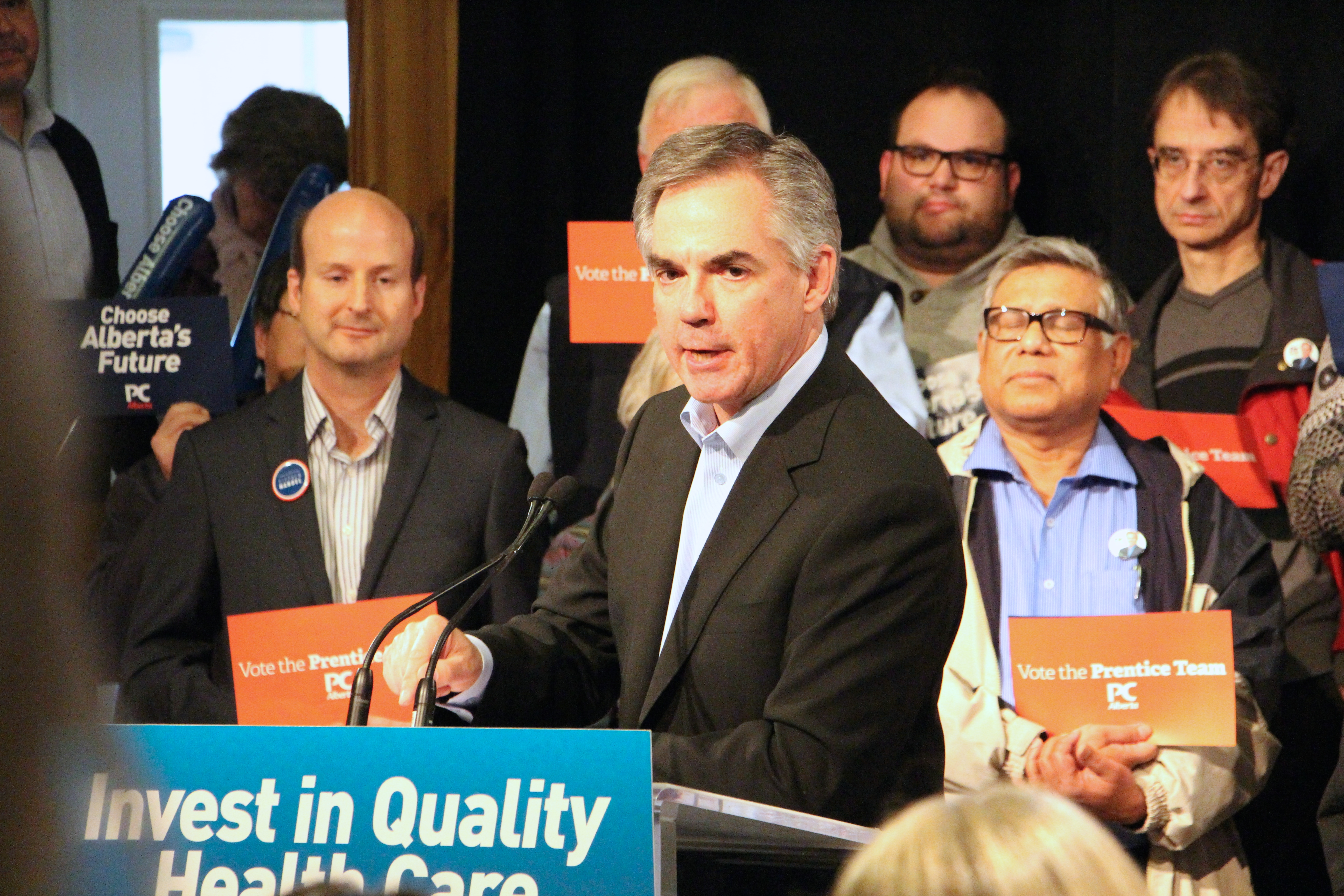
Jim Prentice bei einer Wahlkampfveranstaltung in Edmonton (April 2015)

Nachdem im November 2014 bereits zwei Abgeordnete der Wildrose Party zu den Progressiv-Konservativen gewechselt waren, folgten am 17. Dezember neun weitere Wildrose-Parlamentarier diesem Beispiel, darunter die Parteivorsitzende Danielle Smith. Dadurch stellte Prentices Partei 70 von 87 Abgeordneten. Beflügelt durch diesen scheinbaren Erfolg, löste er am 7. April 2015 das Parlament auf und rief eine vorgezogene Neuwahl aus. Während des Wahlkampfs leistete er sich mehrere Schnitzer. Auf die Frage, wer für die schlechte finanzielle Situation der Provinz verantwortlich sei, forderte er die Wähler auf, sie sollten „in den Spiegel schauen“. Dadurch erweckte er den Eindruck, er gebe der Bevölkerung die Schuld an der Misere. In den Meinungsumfragen gerieten die Progressiv-Konservativen immer stärker ins Hintertreffen, bei der Wahl am 5. Mai erlitten sie eine historische Niederlage: Sie verloren 60 Sitze und waren nur noch drittstärkste Kraft hinter der sozialdemokratischen Alberta New Democratic Party (NDP) und der Wildrose Party. Damit endete die 44 Jahre dauernde Regierungszeit der Progressiv-Konservativen. Prentice selbst wurde zwar in Calgary-Foothills gewählt, erklärte aber angesichts der schweren Wahlschlappe noch am selben Abend seinen Rücktritt als Parteivorsitzender. Ebenso verzichtete er auf sein Parlamentsmandat. Die Übergabe des Amtes als Premierministers an die NDP-Vorsitzende Rachel Notley erfolgte am 24. Mai.
Am 13. Oktober 2016 kam Prentice zusammen mit drei weiteren Personen bei einem Absturz seiner Cessna in British Columbia, rund 18 Kilometer nördlich von Kelowna, ums Leben.